# Oxycera variegata
Oxycera variegata är en tvåvingeart som beskrevs av Olivier 1811. Oxycera variegata ingår i släktet Oxycera och familjen vapenflugor. Inga underarter finns listade i Catalogue of Life.